# Калабухов, Игорь Андреевич
Игорь Андреевич Калабухов (род. 13 марта 1961) — российский дипломат. Чрезвычайный и полномочный посол (2022).

## Биография
Родился 13 марта 1961 года в Донецке.
В 1983 году окончил Московский государственный институт международных отношений МИД СССР (МГИМО). Владеет английским, болгарским и сербским языками. На дипломатической работе с 1983 года.
В 2004—2010 годах — советник-посланник Посольства России в Боснии и Герцеговине.
В 2010—2020 годах — заместитель директора Четвёртого европейского департамента МИД России.
С 6 ноября 2020 года — чрезвычайный и полномочный посол Российской Федерации в Боснии и Герцеговине. Верительные грамоты вручил 25 декабря 2020 года.

## Дипломатический ранг
- Чрезвычайный и полномочный посланник 2 класса (20 ноября 2007)[3].
- Чрезвычайный и полномочный посланник 1 класса (14 сентября 2018)[4].
- Чрезвычайный и полномочный посол (29 декабря 2022)[5].

## Личная жизнь
Женат, имеет сына Артёма (род. 1985) и дочь Анну (род. 1990).

## Награды
- Знак отличия «За безупречную службу» XXX лет (5 июня 2021) — за большой вклад в реализацию внешнеполитического курса Российской Федерации и многолетнюю добросовестную дипломатическую службу[6].
- Орден Дружбы (21 ноября 2024) — за большой вклад в реализацию внешнеполитического курса Российской Федерации и многолетнюю добросовестную дипломатическую службу[7].